# گمینا تژبوونگسکو
گمینا تژبوونگسکو (به لهستانی:  Gmina Trzebownisko) یک گمینا در لهستان است که در شهرستان ژشوف واقع شده‌است. گمینا تژبوونگسکو ۹۰٫۵۳ کیلومتر مربع مساحت و ۱۸٬۸۳۶ نفر جمعیت دارد.